# Lena Yada
Lena Yada-Draiman (Honolulu, 12 novembre 1978) è una modella, attrice, surfista ed ex wrestler statunitense di origini giapponesi, nota per i suoi trascorsi nella World Wrestling Entertainment (WWE) tra il 2007 e il 2008.

## Biografia
Lena Yada è una veterana dei concorsi di bellezza, avendo conquistato il titolo di Miss Hawaiian Tropic Japan nel 2004.
Nel 2007 giunse ai quarti di finale del torneo di surf chiamato World Title of Tandem Surfing.

## Carriera

### World Wrestling Entertainment (2007–2008)
Nella primavera del 2005 Lena Yada si sottopose ad un provino con la federazione di wrestling statunitense della World Wrestling Entertainment (WWE) per partecipare al Raw Diva Search, ma non riuscì ad arrivare tra le otto finaliste; ci riprovò poi nel 2007, questa volta conquistando l'accesso alle finali e classificandosi terza nel concorso.
Nel novembre del 2007 la WWE decise di offrire un contratto di lavoro a Lena Yada, che fece il suo debutto durante la puntata di SmackDown del 4 gennaio 2008, intervistando Matt Striker e Big Daddy V nel backstage. Pochi giorni dopo venne trasferita nel roster della ECW, dove assunse il ruolo di presentatrice in un Diva Dance Off tra Kelly Kelly e Layla El. Si alleò poi con quest'ultima e le due ebbero una breve faida con Kelly Kelly.
Il 3 novembre 2008 Lena Yada partecipò alle celebrazioni per l'800º episodio di Raw; quella sera fece il suo esordio sul ring, combattendo in un 16-Women Tag Team match che vide la sua squadra uscire vincitrice.

## Vita privata
Il 25 settembre 2011 si è sposata con David Draiman, cantante dei Disturbed; la coppia ha un figlio, Samuel, nato il 12 settembre 2013.

## Personaggio

### Mosse finali
- Camel clutch

### Soprannomi
- "The Asian Sensation"

### Wrestler assistiti
- Layla El
- Victoria

### Musiche d'ingresso
- Body Talk di EliZe (2007–2008)
- Earthquake dei Family Force 5 (2008–2009)

## Filmografia

### Cinema
- Naked in the 21st Century (2004)
- Casting Ripe Live (2005)
- I Now Pronounce You Chuck and Larry (2007)
- Squeegees (2008)

### Televisione
- Son of the Beach - serie TV, un episodio (2002)
- VH1's The Shot - serie TV, sette episodi (2007)